# Generátorový plyn
Generátorový plyn je syntetický plyn, který slouží jako palivo v průmyslu, především v hutnictví (zejména tehdy, když nebyl k dispozici zemní plyn) a sklářství nebo jako meziprodukt v chemické výrobě. Získává se v tlakových generátorech reakcí rozžhavených tuhých paliv se vzduchem, vodní párou nebo jejich směsí.
Podle způsobu zplyňování rozeznáváme generátorový plyn:
- chudý (zplynění koksu vzduchem) (2 C + O2 → 2 CO)
- smíšený (zplynění uhlí nebo koksu vzduchem s přídavkem vodní páry)
- vodní (zplynění koksu vodní párou) (C + H2O → CO + H2)

Je-li použito pouze označení „generátorový plyn“, jde obvykle o plyn smíšený.
Jedním z generátorových plynů je dřevoplyn, pokud je vyráběn dřevoplynovým generátorem. V automobilovém průmyslu byl využíván především v období druhé světové války. V některých oblastech třetího světa je automobilový pohon na dřevoplyn z generátoru v malé míře používán doposud.